# 大神忍人
大神 忍人（おおみわ の おしひと）は、奈良時代の貴族。左京大夫・三輪高市麻呂の子。位階は従五位下。

## 経歴
和銅5年（711年）従六位上から三階昇進して従五位下に叙爵。和銅8年（715年）氏上となった。

## 系譜
- 父：三輪高市麻呂[3]
- 母：大津連の娘[3]
- 生母不明の子女
  - 男子：大神伊可保[3]
  - 男子：大神弟麻呂[3]

子孫は大神神社の社家となる。